# وودز لاندینگ-جلم (وایومینگ)
وودز لاندینگ-جلم(به انگلیسی: Woods Landing-Jelm) شهری در ایالت وایومینگ کشور ایالات متحده آمریکا است که جمعیت آن در سرشماری سال ۲۰۱۰ میلادی، ۹۷ نفر بوده‌است.